# Fontiès-d'Aude
Fontiès-d'Aude é uma comuna francesa na região administrativa de Occitânia, no departamento de Aude. Estende-se por uma área de 6,07 km². Em 2010 a comuna tinha 509 habitantes (densidade: 83,9 hab./km²).